# گی فرانسوا
گی فرانسوا (فرانسوی: Guy François‎; ۱۸ سپتامبر ۱۹۴۷ – ۳ ژوئن ۲۰۱۹) بازیکن فوتبال اهل هائیتی بود.
وی همچنین در تیم ملی فوتبال هائیتی بازی کرده‌است.